# 2019-es Copa América
A 2019-es Copa América a dél-amerikai válogatottak első számú tornájának a 46. kiírása volt. A tornát Brazíliában rendezték június 14. és július 7. között. A győztes Brazília lett, története során 9. alkalommal, miután a döntőben 3–1-re felülmúlta Perut. A harmadik a bronzmérkőzésen a címvédő Chilét 2-1-re legyőző Argentína lett.

## Helyszínek
2018. június 14-én jelentették be, hogy a torna mérkőzéseit a következő öt városban rendezik: Salvador, Rio de Janeiro, São Paulo, Belo Horizonte és Porto Alegre. São Paulóban két stadion rendezett mérkőzéseket.
| Maracanã Stadion | Estádio do Morumbi | Arena Corinthians |
| Férőhely: 74 738 | Férőhely: 67 428   | Férőhely: 49 205  |
|                  |                    |                   |
| Belo Horizonte   | Porto Alegre       | Salvador          |
| Estádio Mineirão | Arena do Grêmio    | Arena Fonte Nova  |
| Férőhely: 58 170 | Férőhely: 55 662   | Férőhely: 51 900  |
|                  |                    |                   |

## Résztvevők
A Dél-amerikai Labdarúgó-szövetség (CONMEBOL) 2018. március 16-án bejelentette, hogy 16 csapatos tornát terveznek, ezért hat csapatot hívnának meg. Ebből három CONCACAF- és három AFC-csapat lett volna. 2018. április 12-én a 2022-es labdarúgó-világbajnokság rendezője, Katar elfogadta a meghívást. 2018. május 4-én a CONMEBOL közölte, hogy a torna 12 csapatos lesz, a két meghívott csapat Katar és Japán lesz. A két csapat a 2015-ös Ázsia-kupa döntőse volt, a döntőt Katar nyerte.
Katar először vett részt Copa Américán, és az első arab csapat volt a torna történetében. Japán másodszor vett részt.
| - Argentína - Bolívia - Brazília (rendező) - Chile (címvédő) - Kolumbia - Ecuador | - Japán (meghívott) - Paraguay - Peru - Katar (meghívott) - Uruguay - Venezuela |

## Játékvezetők
A mérkőzésekre összesen 23 játékvezetőt és 23 játékvezető-asszisztenst jelöltek ki:
| Ország    | Játékvezetők                                      | Asszisztensek                                         |
| --------- | ------------------------------------------------- | ----------------------------------------------------- |
| Argentína | Néstor Pitana Fernando Rapallini Patricio Loustau | Hernán Maidana Juan Pablo Belatti Ezequiel Brailovsky |
| Bolívia   | Gery Vargas                                       | José Antelo Edwar Saavedra                            |
| Brazília  | Wilton Sampaio Raphael Claus Anderson Daronco     | Rodrigo Correa Marcelo Van Gasse Kléber Gil           |
| Chile     | Roberto Tobar Julio Bascuñán Piero Maza           | Christian Schiemann Claudio Ríos                      |
| Kolumbia  | Wilmar Roldán Andrés Rojas Nicolás Gallo          | Alexander Guzmán Wilmar Navarro John Alexander León   |
| Ecuador   | Roddy Zambrano Carlos Orbe                        | Christian Lescano Byron Romero                        |
| Paraguay  | Mario Díaz de Vivar Arnaldo Samaniego             | Eduardo Cardozo Darío Gaona                           |
| Peru      | Diego Haro Víctor Carrillo                        | Jonny Bossio Víctor Ráez                              |
| Uruguay   | Esteban Ostojich Leodán González                  | Nicolás Tarán Richard Trinidad                        |
| Venezuela | Alexis Herrera Jesús Valenzuela                   | Carlos López Luis Murillo                             |

## Keretek
A 12 részt vevő válogatottnak egyenként 23 játékost kellett beneveznie, amelyből háromnak kapusnak kellett lennie.

## Csoportkör
A 12 csapatot három csoportba sorsolták. A csoportok végső sorrendje körmérkőzések után alakult ki. Mindegyik csapat a másik három ellenfelével egy–egy mérkőzést játszott, összesen 6 mérkőzést rendeznek csoportonként. A győzelem három, a döntetlen egy pontot ért. A csoportok első két helyezettje, valamint a két legjobb harmadik helyezettje jutott tovább a negyeddöntőbe, ahonnan egyenes kieséses rendszerben folytatódtak a küzdelmek.
A mérkőzések kezdési időpontjai helyi idő szerint, zárójelben magyar idő szerint értendők.

### Sorrend meghatározása
A csoportokban a sorrendet a következők szerint kellett meghatározni:
1. több szerzett pont
2. az összes mérkőzésen elért jobb gólkülönbség
3. az összes mérkőzésen szerzett több gól
4. az érintett csapatok mérkőzésein szerzett több pont
5. sorsolás

### A csoport
| Hely. | Csapat       | M | Gy | D | V | G+ | G– | Gk | P | Továbbjutás                                |
| ----- | ------------ | - | -- | - | - | -- | -- | -- | - | ------------------------------------------ |
| 1.    | Brazília (R) | 3 | 2  | 1 | 0 | 8  | 0  | +8 | 7 | Továbbjutott az egyenes kieséses szakaszba |
| 2.    | Venezuela    | 3 | 1  | 2 | 0 | 3  | 1  | +2 | 5 | Továbbjutott az egyenes kieséses szakaszba |
| 3.    | Peru         | 3 | 1  | 1 | 1 | 3  | 6  | −3 | 4 | Továbbjutott az egyenes kieséses szakaszba |
| 4.    | Bolívia      | 3 | 0  | 0 | 3 | 2  | 9  | −7 | 0 |                                            |

| 2019. június 14. 21:30 (2:30) |

| Brazília                                | 3–0               | Bolívia |
| --------------------------------------- | ----------------- | ------- |
| Coutinho 50' (11-esből) 53' Everton 85' | (0–0) Jegyzőkönyv |         |

| Estádio do Morumbi, São Paulo Nézőszám: 46 312 Játékvezető: Néstor Pitana (argentin) |

| 2019. június 15. 16:00 (21:00) |

| Venezuela | 0–0         | Peru |
| --------- | ----------- | ---- |
|           | Jegyzőkönyv |      |

| Arena do Grêmio, Porto Alegre Nézőszám: 13 370 Játékvezető: Wilmar Roldán (kolumbiai) |

| 2019. június 18. 18:30 (23:30) |

| Bolívia                | 1–3               | Peru                                 |
| ---------------------- | ----------------- | ------------------------------------ |
| Martins 28' (11-esből) | (1–1) Jegyzőkönyv | Guerrero 45' Farfán 55' Flores 90+6' |

| Maracanã Stadion, Rio de Janeiro Nézőszám: 26 346 Játékvezető: Roddy Zambrano (ecuadori) |

| 2019. június 18. 21:30 (2:30) |

| Brazília | 0–0         | Venezuela |
| -------- | ----------- | --------- |
|          | Jegyzőkönyv |           |

| Arena Fonte Nova, Salvador Nézőszám: 42 587 Játékvezető: Julio Bascuñán (chilei) |

| 2019. június 22. 16:00 (21:00) |

| Peru | 0–5               | Brazília                                                        |
| ---- | ----------------- | --------------------------------------------------------------- |
|      | (0–3) Jegyzőkönyv | Casemiro 11' Firmino 18' Everton 31' Dani Alves 53' Willian 90' |

| Arena Corinthians, São Paulo Nézőszám: 42 317 Játékvezető: Fernando Rapallini (argentin) |

| 2019. június 22. 16:00 (21:00) |

| Bolívia        | 1–3               | Venezuela                  |
| -------------- | ----------------- | -------------------------- |
| Justiniano 82' | (0–1) Jegyzőkönyv | Machís 1' 54' Martínez 86' |

| Estádio Mineirão, Belo Horizonte Nézőszám: 8091 Játékvezető: Esteban Ostojich (uruguayi) |

### B csoport
| Hely. | Csapat    | M | Gy | D | V | G+ | G– | Gk | P | Továbbjutás                                |
| ----- | --------- | - | -- | - | - | -- | -- | -- | - | ------------------------------------------ |
| 1.    | Kolumbia  | 3 | 3  | 0 | 0 | 4  | 0  | +4 | 9 | Továbbjutott az egyenes kieséses szakaszba |
| 2.    | Argentína | 3 | 1  | 1 | 1 | 3  | 3  | 0  | 4 | Továbbjutott az egyenes kieséses szakaszba |
| 3.    | Paraguay  | 3 | 0  | 2 | 1 | 3  | 4  | −1 | 2 | Továbbjutott az egyenes kieséses szakaszba |
| 4.    | Katar     | 3 | 0  | 1 | 2 | 2  | 5  | −3 | 1 |                                            |

| 2019. június 15. 19:30 (0:00) |

| Argentína | 0–2               | Kolumbia                |
| --------- | ----------------- | ----------------------- |
|           | (0–0) Jegyzőkönyv | Martínez 71' Zapata 86' |

| Arena Fonte Nova, Salvador Nézőszám: 35 572 Játékvezető: Roberto Tobar (chilei) |

| 2019. június 16. 16:00 (21:00) |

| Paraguay                           | 2–2               | Katar            |
| ---------------------------------- | ----------------- | ---------------- |
| Cardozo 4' (11-esből) González 56' | (1–0) Jegyzőkönyv | Ali 68' Húhí 77' |

| Maracanã Stadion, Rio de Janeiro Nézőszám: 22 079 Játékvezető: Diego Haro (perui) |

| 2019. június 19. 18:30 (23:30) |

| Kolumbia      | 1–0               | Katar |
| ------------- | ----------------- | ----- |
| D. Zapata 86' | (0–0) Jegyzőkönyv |       |

| Estádio do Morumbi, São Paulo Nézőszám: 35 265 Játékvezető: Alexis Herrera (venezuelai) |

| 2019. június 19. 21:30 (2:30) |

| Argentína            | 1–1               | Paraguay    |
| -------------------- | ----------------- | ----------- |
| Messi 57' (11-esből) | (0–1) Jegyzőkönyv | Sánchez 37' |

| Estádio Mineirão, Belo Horizonte Nézőszám: 35 265 Játékvezető: Wilton Sampaio (brazil) |

| 2019. június 23. 16:00 (21:00) |

| Katar | 0–2               | Argentína              |
| ----- | ----------------- | ---------------------- |
|       | (0–1) Jegyzőkönyv | Martínez 4' Agüero 82' |

| Arena do Grêmio, Porto Alegre Nézőszám: 41 390 Játékvezető: Julio Bascuñán (chilei) |

| 2019. június 23. 16:00 (21:00) |

| Kolumbia    | 1–0               | Paraguay |
| ----------- | ----------------- | -------- |
| Cuéllar 31' | (1–0) Jegyzőkönyv |          |

| Arena Fonte Nova, Salvador Nézőszám: 13 903 Játékvezető: Víctor Carrillo (perui) |

### C csoport
| Hely. | Csapat  | M | Gy | D | V | G+ | G– | Gk | P | Továbbjutás                                |
| ----- | ------- | - | -- | - | - | -- | -- | -- | - | ------------------------------------------ |
| 1.    | Uruguay | 3 | 2  | 1 | 0 | 7  | 2  | +5 | 7 | Továbbjutott az egyenes kieséses szakaszba |
| 2.    | Chile   | 3 | 2  | 0 | 1 | 6  | 2  | +4 | 6 | Továbbjutott az egyenes kieséses szakaszba |
| 3.    | Japán   | 3 | 0  | 2 | 1 | 3  | 7  | −4 | 2 |                                            |
| 4.    | Ecuador | 3 | 0  | 1 | 2 | 2  | 7  | −5 | 1 |                                            |

| 2019. június 16. 19:00 (0:00) |

| Uruguay                                           | 4–0               | Ecuador |
| ------------------------------------------------- | ----------------- | ------- |
| Lodeiro 6' Cavani 33' Suárez 44' Mina 78' (öngól) | (3–0) Jegyzőkönyv |         |

| Estádio Mineirão, Belo Horizonte Nézőszám: 13 611 Játékvezető: Anderson Daronco (brazil) |

| 2019. június 17. 20:00 (1:00) |

| Japán | 0–4               | Chile                                 |
| ----- | ----------------- | ------------------------------------- |
|       | (0–1) Jegyzőkönyv | Pulgar 41' Vargas 54' 83' Sánchez 82' |

| Estádio do Morumbi, São Paulo Nézőszám: 23 253 Játékvezető: Mario Díaz de Vivar (paraguayi) |

| 2019. június 20. 20:00 (1:00) |

| Uruguay                           | 2–2               | Japán          |
| --------------------------------- | ----------------- | -------------- |
| Suárez 32' (11-esből) Giménez 66' | (1–1) Jegyzőkönyv | Mijosi 25' 59' |

| Arena do Grêmio, Porto Alegre Nézőszám: 39 733 Játékvezető: Andrés Rojas (kolumbiai) |

| 2019. június 21. 20:00 (1:00) |

| Ecuador                    | 1–2               | Chile                     |
| -------------------------- | ----------------- | ------------------------- |
| E. Valencia 26' (11-esből) | (1–1) Jegyzőkönyv | Fuenzalida 8' Sánchez 51' |

| Arena Fonte Nova, Salvador Nézőszám: 14 727 Játékvezető: Patricio Loustau (argentin) |

| 2019. június 24. 20:00 (1:00) |

| Chile | 0–1               | Uruguay    |
| ----- | ----------------- | ---------- |
|       | (0–0) Jegyzőkönyv | Cavani 82' |

| Maracanã Stadion, Rio de Janeiro Nézőszám: 57 442 Játékvezető: Raphael Claus (brazil) |

| 2019. június 24. 20:00 (1:00) |

| Ecuador  | 1–1               | Japán          |
| -------- | ----------------- | -------------- |
| Mena 35' | (1–1) Jegyzőkönyv | Nakadzsima 15' |

| Estádio Mineirão, Belo Horizonte Nézőszám: 7623 Játékvezető: Jesús Valenzuela (venezuelai) |

### Harmadik helyezett csapatok sorrendje
| Hely. | Cs | Csapat   | M | Gy | D | V | G+ | G– | Gk | P | Továbbjutás                                |
| ----- | -- | -------- | - | -- | - | - | -- | -- | -- | - | ------------------------------------------ |
| 1.    | A  | Peru     | 3 | 1  | 1 | 1 | 3  | 6  | −3 | 4 | Továbbjutott az egyenes kieséses szakaszba |
| 2.    | B  | Paraguay | 3 | 0  | 2 | 1 | 3  | 4  | −1 | 2 | Továbbjutott az egyenes kieséses szakaszba |
| 3.    | C  | Japán    | 3 | 0  | 2 | 1 | 3  | 7  | −4 | 2 |                                            |

## Egyenes kieséses szakasz
Az egyenes kieséses szakaszban ha a rendes játékidő végén döntetlen volt az állás:
- A negyeddöntőben nem volt hosszabbítás, rögtön büntetőpárbaj következett.[11]
- Az elődöntőben, a bronzmérkőzésen és a döntőben 2×15 perces hosszabbítás, majd ha ez követően is döntetlen volt az állás, akkor büntetőpárbaj következett.[11]

|  |              |              |              |           |   |           |           |           |               |               |               |       |       |
|  | Negyeddöntők | Negyeddöntők | Negyeddöntők |           |   | Elődöntők | Elődöntők | Elődöntők |               |               | Döntő         | Döntő | Döntő |
|  | Negyeddöntők | Negyeddöntők | Negyeddöntők |           |   | Elődöntők | Elődöntők | Elődöntők |               |               | Döntő         | Döntő | Döntő |
|  | június 27.   |              |              |           |   |           |           |           |               |               |               |       |       |
|  |              |              |              |           |   |           |           |           |               |               |               |       |       |
|  | A1           | Brazília     | 0 (4)        |           |   |           |           |           |               |               |               |       |       |
|  | A1           | Brazília     | 0 (4)        | július 2. |   |           |           |           |               |               |               |       |       |
|  | BC3          | Paraguay     | 0 (3)        |           |   |           |           |           |               |               |               |       |       |
|  | BC3          | Paraguay     | 0 (3)        |           |   | Brazília  | Brazília  | 2         |               |               |               |       |       |
|  | június 28.   |              |              |           |   | Brazília  | Brazília  | 2         |               |               |               |       |       |
|  |              |              | Argentína    | Argentína | 0 |           |           |           |               |               |               |       |       |
|  | A2           | Venezuela    | Argentína    | Argentína | 0 | 0         |           |           |               |               |               |       |       |
|  | A2           | Venezuela    |              |           |   | 0         | július 7. |           |               |               |               |       |       |
|  | B2           | Argentína    | 2            |           |   |           |           |           |               |               |               |       |       |
|  | B2           | Argentína    | 2            |           |   | Brazília  | Brazília  | 3         |               |               |               |       |       |
|  | június 28.   |              |              |           |   | Brazília  | Brazília  | 3         |               |               |               |       |       |
|  |              |              | Peru         | Peru      | 1 |           |           |           |               |               |               |       |       |
|  | B1           | Kolumbia     | Peru         | Peru      | 1 | 0 (4)     |           |           |               |               |               |       |       |
|  | B1           | Kolumbia     | július 3.    |           |   | 0 (4)     |           |           |               |               |               |       |       |
|  | C2           | Chile        | 0 (5)        |           |   |           |           |           |               |               |               |       |       |
|  | C2           | Chile        | 0 (5)        |           |   | Chile     | Chile     | 0         | Bronzmérkőzés | Bronzmérkőzés | Bronzmérkőzés |       |       |
|  | június 29.   |              |              |           |   | Chile     | Chile     | 0         | Bronzmérkőzés | Bronzmérkőzés | Bronzmérkőzés |       |       |
|  |              |              | Peru         | Peru      | 3 |           |           | július 6. | július 6.     | július 6.     |               |       |       |
|  | C1           | Uruguay      | Peru         | Peru      | 3 | 0 (4)     |           | július 6. | július 6.     | július 6.     |               |       |       |
|  | C1           | Uruguay      |              |           |   |           |           | Argentína | Argentína     | 2             |               |       |       |
|  | AB3          | Peru         | 0 (5)        |           |   |           |           | Argentína | Argentína     | 2             |               |       |       |
|  | AB3          | Peru         | 0 (5)        |           |   | Chile     | Chile     | 1         |               |               |               |       |       |
|  |              |              |              |           |   | Chile     | Chile     | 1         |               |               |               |       |       |

### Negyeddöntők
| 2019. június 27. 21:30 (2:30) |

| Brazília                                          | 0–0         | Paraguay                               |
| ------------------------------------------------- | ----------- | -------------------------------------- |
|                                                   | Jegyzőkönyv |                                        |
| Büntetőpárbaj                                     |             |                                        |
| Willian Marquinhos Coutinho Firmino Gabriel Jesus | 4–3         | Gómez Almirón Valdez R. Rojas González |

| Arena do Grêmio, Porto Alegre Nézőszám: 44,902 Játékvezető: Roberto Tobar (chilei) |

| 2019. június 28. 16:00 (21:00) |

| Venezuela | 0–2               | Argentína                 |
| --------- | ----------------- | ------------------------- |
|           | (0–1) Jegyzőkönyv | Martínez 10' Lo Celso 74' |

| Maracanã Stadion, Rio de Janeiro Nézőszám: 50 094 Játékvezető: Wilmar Roldán (kolumbiai) |

| 2019. június 28. 20:00 (1:00) |

| Kolumbia                                | 0–0         | Chile                                |
| --------------------------------------- | ----------- | ------------------------------------ |
|                                         | Jegyzőkönyv |                                      |
| Büntetőpárbaj                           |             |                                      |
| Rodríguez Cardona Cuadrado Mina Tesillo | 4–5         | Vidal Vargas Pulgar Aránguiz Sánchez |

| Arena Corinthians, São Paulo Játékvezető: Néstor Pitana (argentin) |

| 2019. június 29. 16:00 (21:00) |

| Uruguay                                 | 0–0         | Peru                                    |
| --------------------------------------- | ----------- | --------------------------------------- |
|                                         | Jegyzőkönyv |                                         |
| Büntetőpárbaj                           |             |                                         |
| Suárez Cavani Stuani Bentancur Torreira | 4–5         | Guerrero Ruidíaz Yotún Advíncula Flores |

| Arena Fonte Nova, Salvador Játékvezető: Wilton Sampaio (brazil) |

### Elődöntők
| 2019. július 2. 21:30 (2:30) |

| Brazília                      | 2–0               | Argentína |
| ----------------------------- | ----------------- | --------- |
| Gabriel Jesus 19' Firmino 71' | (1–0) Jegyzőkönyv |           |

| Estádio Mineirão, Belo Horizonte Játékvezető: Roddy Zambrano (ecuadori) |

| 2019. július 3. 21:30 (2:30) |

| Chile | 0–3               | Peru                                |
| ----- | ----------------- | ----------------------------------- |
|       | (0–2) Jegyzőkönyv | Flores 21' Yotún 38' Guerrero 90+1' |

| Arena do Grêmio, Porto Alegre Játékvezető: Wilmar Roldán (kolumbiai) |

### Bronzmérkőzés
| 2019. július 6. 16:00 (21:00) |

| Argentína             | 2–1               | Chile     |
| --------------------- | ----------------- | --------- |
| Agüero 11' Dybala 21' | (2–0) Jegyzőkönyv | Vidal 58' |

| Arena Corinthians, São Paulo Játékvezető: Mario Díaz de Vivar (paraguayi) |

### Döntő
| 2019. július 7. 17:00 (22:00) |

| Brazília                                                   | 3–1               | Peru                    |
| ---------------------------------------------------------- | ----------------- | ----------------------- |
| Everton 15' Gabriel Jesus 45+3' Richarlison 90' (11-esből) | (2–1) Jegyzőkönyv | Guerrero 44' (11-esből) |

| Maracanã Stadion, Rio de Janeiro Játékvezető: Roberto Tobar (chilei) |

| A 2019-es Copa América győztese |
| ------------------------------- |
| · Brazília · 9. cím             |